# Полк (округ, Арканзас)
Шаблон:StateAbbr_ 34°30′07″ пн. ш. 94°14′27″ зх. д. / 34.501944444444° пн. ш. 94.240833333333° зх. д.
Округ Полк (англ. Polk County) — округ (графство) у штаті Арканзас. Ідентифікатор округу 05113.

## Історія
Округ утворений 1844 року.

## Демографія
За даними перепису
2000 року
загальне населення округу становило 20229 осіб, зокрема міського населення було 5227, а сільського — 15002.
Серед мешканців округу чоловіків було 9958, а жінок — 10271. В окрузі було 8047 домогосподарств, 5796 родин, які мешкали в 9236 будинках.
Середній розмір родини становив 2,97.
Віковий розподіл населення поданий у таблиці:
| Стать    | До 15 років | 15-21 | 22-29 | 30-39 | 40-49 | 50-65 | 65-85 | Понад 85 |
| -------- | ----------- | ----- | ----- | ----- | ----- | ----- | ----- | -------- |
| Чоловіки | 2179        | 1002  | 876   | 1308  | 1323  | 1753  | 1368  | 149      |
| Жінки    | 2063        | 902   | 890   | 1273  | 1352  | 1869  | 1611  | 311      |

## Суміжні округи
- Скотт — північ
- Монтгомері — схід
- Говард — південний схід
- Сев'єр — південь
- Маккертен, Оклахома — південний захід
- Лефлор, Оклахома — північний захід

## Виноски
1. ↑  U.S. Decennial Census. United States Census Bureau. Процитовано 27 серпня 2015.
2. ↑  Historical Census Browser. University of Virginia Library. Архів оригіналу за 11 серпня 2012. Процитовано 27 серпня 2015.
3. ↑  Forstall, Richard L., ред. (27 березня 1995). Population of Counties by Decennial Census: 1900 to 1990. United States Census Bureau. Процитовано 27 серпня 2015.
4. ↑  Census 2000 PHC-T-4. Ranking Tables for Counties: 1990 and 2000 (PDF). United States Census Bureau. 2 квітня 2001. Процитовано 27 серпня 2015.
5. ↑  State & County QuickFacts. United States Census Bureau. Архів оригіналу за 7 червня 2011. Процитовано 19 травня 2014.(англ.) Наведено за англійською вікіпедією.
6. ↑  American FactFinder. Бюро перепису населення США. Архів оригіналу за 26 лютого 2012. Процитовано 31 січня 2008.

| США | Це незавершена стаття з географії США. Ви можете допомогти проєкту, виправивши або дописавши її. |